# Sommerregengebiet
Sommerregengebiet und als Pendant dazu Winterregengebiet sind Begriffe, die zur Klimabeschreibung vor allem auf der Südhalbkugel benutzt werden. Als Sommerregengebiet bezeichnet man eine Gegend, in der Niederschläge vor allem in den dortigen Sommermonaten – auf der Südhalbkugel also zwischen November und Januar – auftreten. Winterregengebiete sind dementsprechend die, in denen der Regen üblicherweise im Juli/August fällt. Auf der Nordhalbkugel sind die Regenzeiten um sechs Monate versetzt, d. h. die Sommerregenzeit der Nordhalbkugel ist um 6 Monate versetzt zur Sommerregenzeit der Südhalbkugel.
Sommer- und Winterregengebiete können u. U. sehr nahe beieinanderliegen, zum Beispiel im südlichen Afrika: Kapstadt und die Provinz Nordkap in Südafrika sowie die ǁKarasregion in Namibia sind Winterregengebiete. Die sich nördlich anschließende Hardap-Region sowie das restliche Namibia dagegen sind Sommerregengebiete.